# Партош, Кароль
Кароль Партош (рум. Carol Partoş; 10 августа 1936 — 2015) — швейцарский шахматист, международный мастер (1975).
В составе сборных Румынии (1972—1974) и Швейцарии (1982, 1986) участник 4-х Олимпиад. Участник межзонального турнира в Биле (1985) — 17-е место.